# Salbiah binti Sulaiman
Salbiah binti Haji Sulaiman (geb. 5. August 1952, mit vollem Titel: Yang Berhormat Datin Paduka Dayang Hajah Salbiah binti Haji Sulaiman) ist eine ehemalige Politikerin in Brunei. 2011 war sie eine der ersten zwei Frauen, welche in den Legislativrat (Majlis Mesyuarat Negara) berufen wurde, wo sie bis 2016 Mitglied war.

## Leben
Binti Sulaiman wurde 1952 in Brunei geboren. Sie erwarb ihre Ausbildung an der Berakas Primary School, der Raja Isteri Girls’ High School und dem Sultan Omar Ali Saifuddien College. Dann ging sie nach Großbritannien ans City of Oxford College (Oxford College of Further Education) und erwarb 1978 einen Bachelor in Social Studies an der University of East Anglia.
Binti Sulaiman arbeitete ab 1978 als Education Officer. Sie verbrachte ein Jahr am Institute of Education in Singapur (1980–1981). 1982 bis 1993 arbeitete sie als Research Officer für das Außenministerium. Von 1993 bis 2005 war sie Stellvertretende Direktorin im Internal Security Department (ISD). Im August 2005 wurde sie zur Dauerhaften Sekretärin für das Büro des Premierministers (PMO) ernannt. Im August 2007 ging sie offiziell in Ruhestand.
2011 wurde sie in den Legislativrat berufen als eine „Person, welche Exzellenz erreicht hat“ („people who have achieved excellence“). Sie und Zasia binti Sirin waren die ersten Frauen im Legislativrat.